# Ясная Поляна (Дагестан)
Я́сная Поля́на — село в Кизлярском районе Дагестана. Административный центр Яснополянского сельсовета.

## География
Село находится у канала Кизляр—Каспий, на расстоянии 12 км к северо-востоку от города Кизляр, административного центра района.

## История
Основано переселенцами из центральных губерний Российской империи, и долгие годы в населении села преобладали русские и украинцы. В 1929 году хутор Мало-Бредихинский состоял из 17 хозяйств и входил в состав Большебредихинского сельсовета Кизлярского района. С середины 1960-х годов увеличился приток жителей с горных районов республики на равнину. По переписи 1989 года основной нацией в селе стали значиться аварцы.

## Население
| 1926 | 1970 | 1989 | 2002  | 2010  | 2021  |
| ---- | ---- | ---- | ----- | ----- | ----- |
| 74   | ↗810 | ↘789 | ↗1060 | ↗1671 | ↗1915 |

### Половой состав
По данным Всероссийской переписи населения 2010 года, в селе проживал 1671 человек (848 мужчин и 823 женщины).

### Национальный состав
По данным Всесоюзной переписи населения 1926 года:
| № | Национальность | Численность, чел. | Доля |
| - | -------------- | ----------------- | ---- |
| 1 | русские        | 14                | 19 % |
| 2 | украинцы       | 60                | 81 % |

По данным Всероссийской переписи населения 2010 года:
| № | Национальность | Численность, чел. | Доля   |
| - | -------------- | ----------------- | ------ |
| 1 | аварцы         | 1 618             | 96,8 % |
| 2 | другие         | 53                | 3,2 %  |